# روس‌لاین
روس‌لاین (به انگلیسی: RusLine) یک شرکت هواپیمایی با کد یاتا 7R است که در ۱۹۹۹ میلادی تأسیس شده‌است. دفتر مرکزی روس‌لاین در مسکو، روسیه واقع شده‌است و به ۳۰ مقصد، پرواز انجام می‌دهد.

## تاریخچه
شرکت در سال ۱۹۹۹ با نام خط هوایی آیروتکس (Aerotex Airlines) بنیان‌گذاری شد و در ابتدا در فرودگاه بین‌المللی شرمتیوو (Sheremetyevo) قرار داشت. در مارچ ۲۰۱۳ به نام فعلی روس‌لاین تغییر نام داد.